# 菲力兹·U·戈麦斯站
菲力茲·U·戈麦斯站（西班牙語：Estación Felix U. Gómez）是蒙特雷地鐵1號線的地鐵車站。該站為一高架車站，於1991年1號線通車時啟用。因位於菲力茲·U·高梅茲大道與科隆大道的交會口而命名；菲力茲·乌勒斯提·戈麦斯為墨西哥軍事家及革命家。